# Martin Marxer
Martin Marxer (sinh ngày 4 tháng 10 năm 1999) là cầu thủ bóng đá Thụy Sĩ sinh ra ở Liechtenstein, chơi ở vị trí trung vệ cho câu lạc bộ FC Muri-Gümligen của Thụy Sĩ và Đội tuyển bóng đá quốc gia Liechtenstein.

## Sự nghiệp thi đấu quốc tế
Marxer có lần ra sân quốc tế đầu tiên vào ngày 28 tháng 3 năm 2021 trong trận thua 0-5 trước Bắc Macedonia thuộc khuôn khổ Vòng loại Giải vô địch bóng đá thế giới 2022.

## Thống kê sự nghiệp

### Quốc tế
Tính đến 21 tháng 11 năm 2022
| Liechtenstein | Liechtenstein | Liechtenstein |
| Năm           | Trận          | Bàn thắng     |
| ------------- | ------------- | ------------- |
| 2021          | 2             | 0             |
| 2022          | 2             | 0             |
| Tổng cộng     | 4             | 0             |